# 佩潘
佩潘（法語：Peypin，法語發音：[pɛpɛ̃]）是法国罗讷河口省的一个市镇，属于马赛区。

## 地理
佩潘（43°23'9"N, 5°34'42"E）面积13.35 平方千米，位于法国普罗旺斯-阿尔卑斯-蓝色海岸大区罗讷河口省，该省份为法国东南部沿海省份，北起沃克吕兹省，西接加尔省，南濒地中海，东临瓦尔省。
与佩潘接壤的市镇（或旧市镇、城区）包括：阿洛、贝尔科代讷、拉布亚迪斯、卡多利沃、拉代斯特鲁斯、格雷阿斯克、罗克韦尔、圣萨武南。
佩潘的时区为UTC+01:00、UTC+02:00（夏令时）。

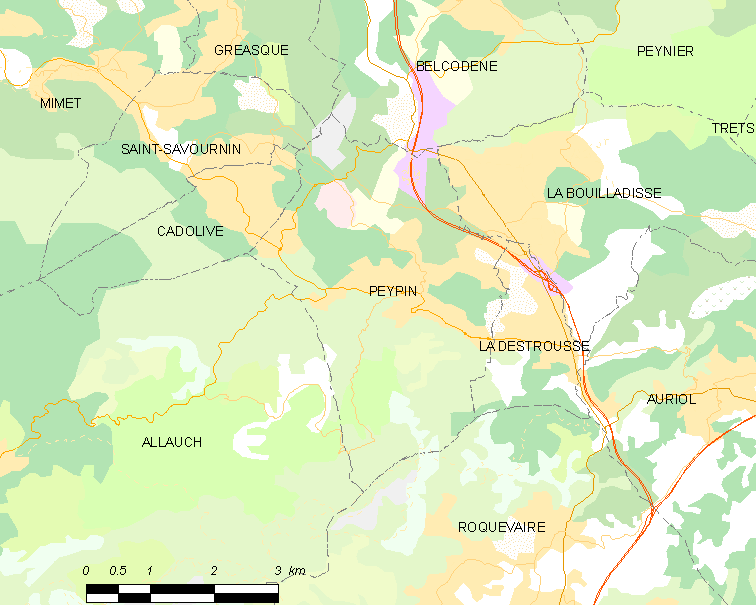
佩潘的OSM定位图

## 行政
佩潘的邮政编码为13124，INSEE市镇编码为13073。

## 政治
佩潘所属的省级选区为阿洛县。

## 人口

1962-2008年间佩潘人口变化图示

佩潘于2022年1月1日时的人口数量为5612人。